# هیکاری هیراتا
هیکاری هیراتا (انگلیسی: Hikari Hirata؛ زادهٔ ۲۵ مهٔ ۱۹۹۵) بازیکن فوتبال اهل ژاپن است.